# وینسنت یانگ
وینسنت یانگ (انگلیسی: Vincent Young؛ زادهٔ ۴ ژوئن ۱۹۶۵) یک هنرپیشه اهل ایالات متحده آمریکا است. وی از سال ۱۹۹۵ میلادی تاکنون مشغول فعالیت بوده‌است.
از فیلم‌ها یا مجموعه‌های تلویزیونی که وی در آن‌ها نقش داشته‌است می‌توان به بورلی هیلز، ۹۰۲۱۰، سی‌اس‌آی: نیویورک، ان‌سی‌آی‌اس و جاگ اشاره نمود.